# Andranovondronina
Andranovondronina est une commune (Kaominina), du nord de Madagascar, dans la province de Diego-Suarez.

## Géographie

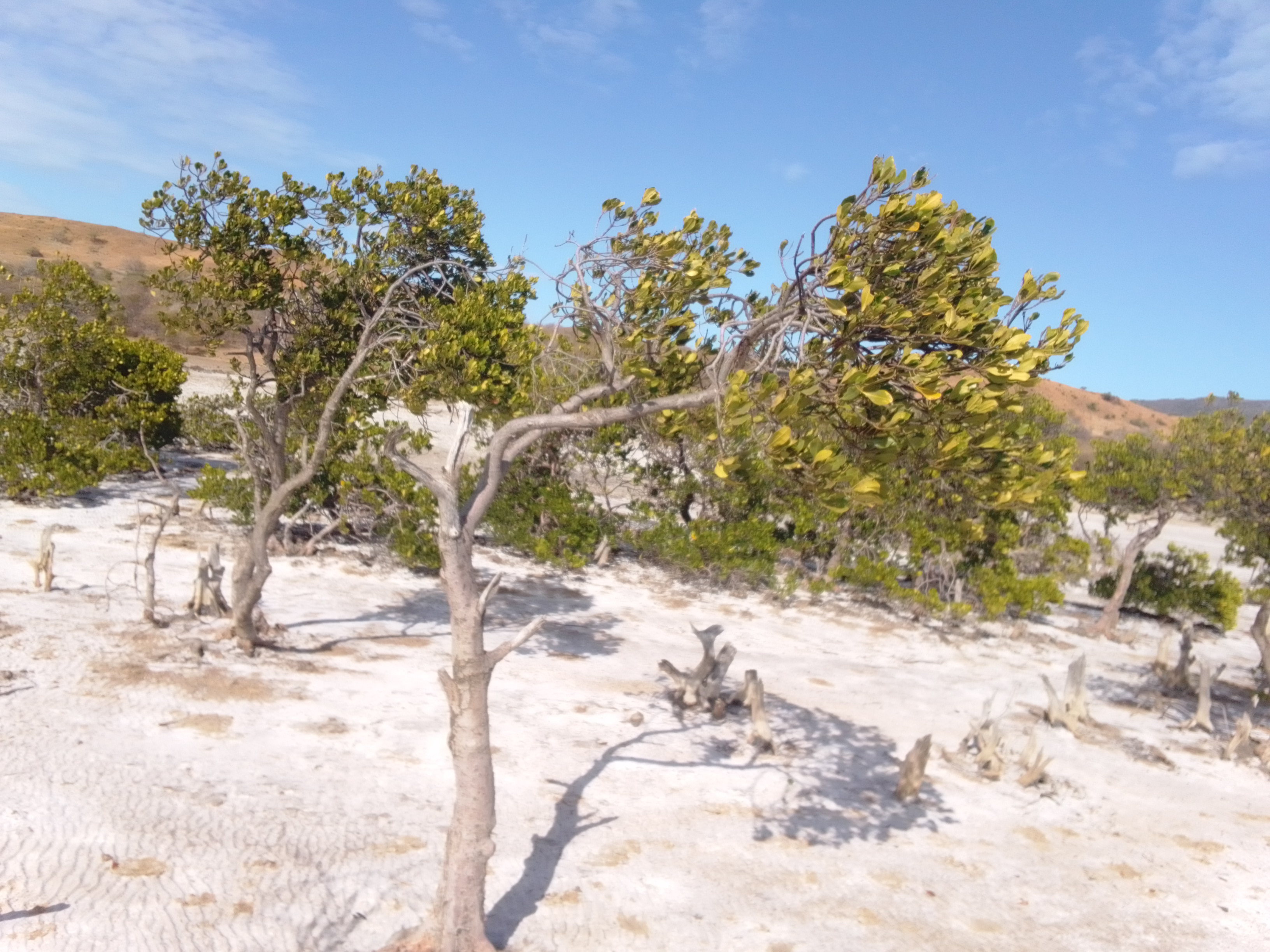
Mangrova à Andranovondronina

Andranovondronina est situé dans le district d'Antsiranana II, province de Diego_Suarez, région Diana à Madagascar.

## Administration
Andranovondronina est une commune du district d'Antsiranana II, située dans la région de Diana, dans la province de Diego-Suarez.

## Économie
La population est majoritairement rurale. On trouve sur le territoire communal des rizières et de la culture de maïs.

## Démographie
La population est estimée à 2 372 habitants en 2001.